# Zentralstadion der Gewerkschaften
Das Zentralstadion der Gewerkschaften (russisch Центральный стадион профсоюзов / Zentralny stadion profsojusow) ist ein Fußballstadion in der russischen Stadt Woronesch. Es bietet Platz für 32.750 Zuschauer und ist die Heimspielstätte des Fußballvereins Fakel Woronesch. Die maximale Kapazität ist auf 21.793 Zuschauer begrenzt.

## Geschichte

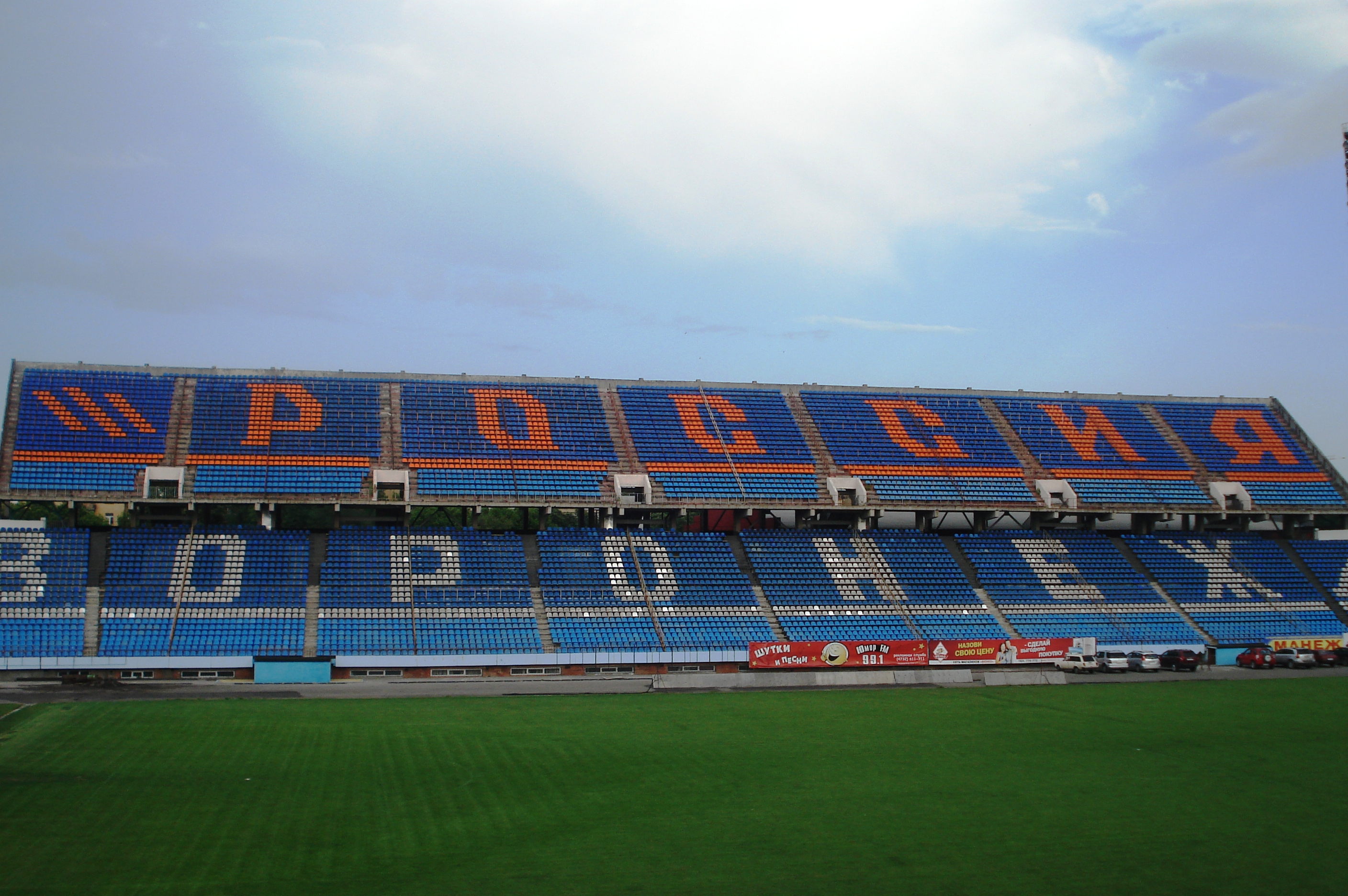
Haupttribüne des Stadions (2009)

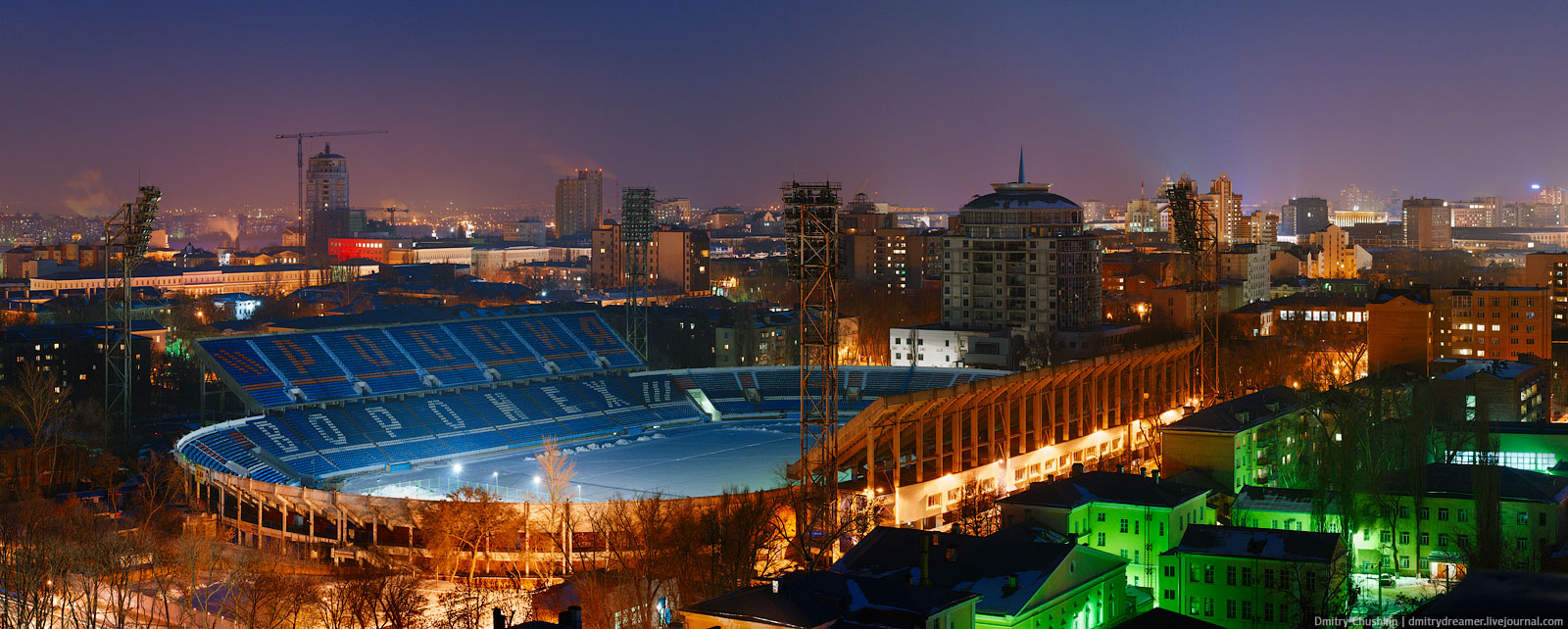
Das Stadion bei Nacht (2012)

Das Zentralstadion der Gewerkschaften in Woronesch, einer Stadt im Südwesten Russlands nahe der Grenze zur Ukraine, aus den 1930er Jahren wurde 2003 umgebaut. Damals war der Verein FK Fakel Woronesch auf dem Höhepunkt seines sportlichen Schaffens und spielte einige Jahre in der Premjer-Liga, der höchsten russischen Spielklasse. Aus diesem Grunde sah sich die Vereinsführung von Fakel veranlasst, ein neues, größeres Stadion für den aufstrebenden Verein zu errichten, da das alte Stadion von Fakel um einiges kleiner als das neue war. Für das neue Stadion wurde eine Kapazität von 31.743 Zuschauern festgelegt. Jedoch bereits im Jahre der Fertigstellung des Zentralstadions stieg Fakel Woronesch aus der Premjer-Liga ab und konnte bis heute nicht wieder aufsteigen. 2008 wurde der Verein dann aufgelöst und durch den Nachfolgerverein FSA Woronesch ersetzt wurde, der auch in diesem Stadion spielt. Zudem wurde der alte Verein Fakel Woronesch wieder neu gegründet, der 2022 wieder in der Premjer-Liga spielt, der höchsten russischen Liga.